# Moanda

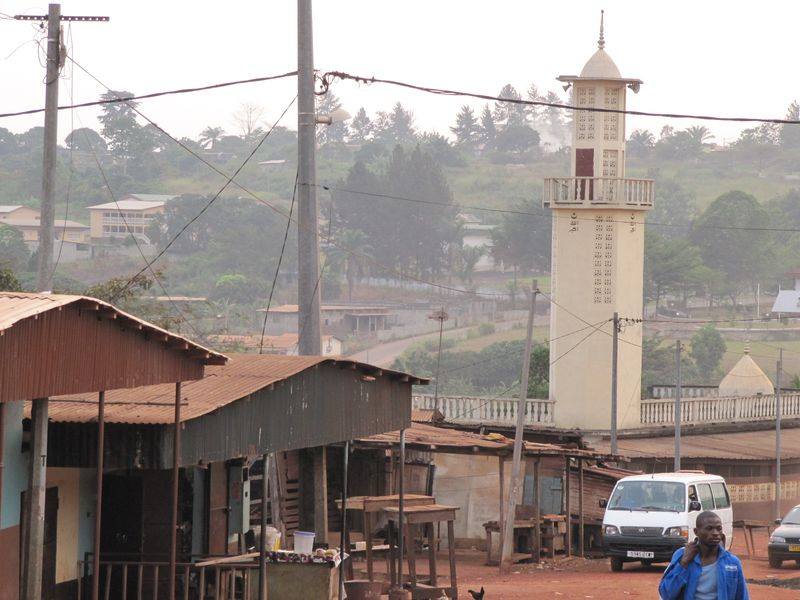

Moanda é a segunda maior cidade da província de Haut-Ogooué, no Gabão. No último censo realizado em 1993 possuía 21.882 habitantes.
A cidade está localizada entre o Monte Boudinga e o Monte Moanda.
Moanda é uma das mais importantes cidades de extração de manganês do mundo.
Em 1959, um teleférico de 75 km ligando Moanda a Mbinda, na República do Congo, foi construído para a exportação de manganês. Este teleférico funcionou até 1986 quando a estrada Trans-Gabão foi concluída.